# Journal of Cleaner Production
Journal of Cleaner Production — це рецензований науковий журнал, що висвітлює міждисциплінарні дослідження чистого виробництва. Його публікує видавництво Elsevier, з 1993 року. Імпакт-фактор станом на 2023 рік — 11.072.
Роботу головного редактора спільно виконують Їржі Яромір Клемеш (Технологічний університет Брно), Сесілія Марія Віллас Боас де Алмейда (Університет Пауліста) і Ютао Ван (Університет Фудань). Колишнім і головним редактором-засновником був Дональд Хейсінг (Університет Теннессі).
Journal of Cleaner Production служить міждисциплінарним міжнародним форумом для обміну інформацією та дослідницькими концепціями, політиками та технологіями, розробленими для забезпечення прогресу в тому, щоб зробити суспільства та регіони більш сталими. Він спрямований на заохочення інновацій і творчості, нових і вдосконалених продуктів, а також впровадження нових, чистіших структур, систем, процесів, продуктів і послуг. Він також покликаний стимулювати розробку та впровадження урядової політики та освітніх програм.